# 弗勞德島
弗勞德島（英語：Flounder Island）是南極洲的島嶼，位於葛拉漢地西岸，處於霍特達爾灣北部，屬於菲什群島的一部分，由英國探險隊繪入地圖，現時由南極條約體系管理。